# Chlorotická skvrnitost jabloně

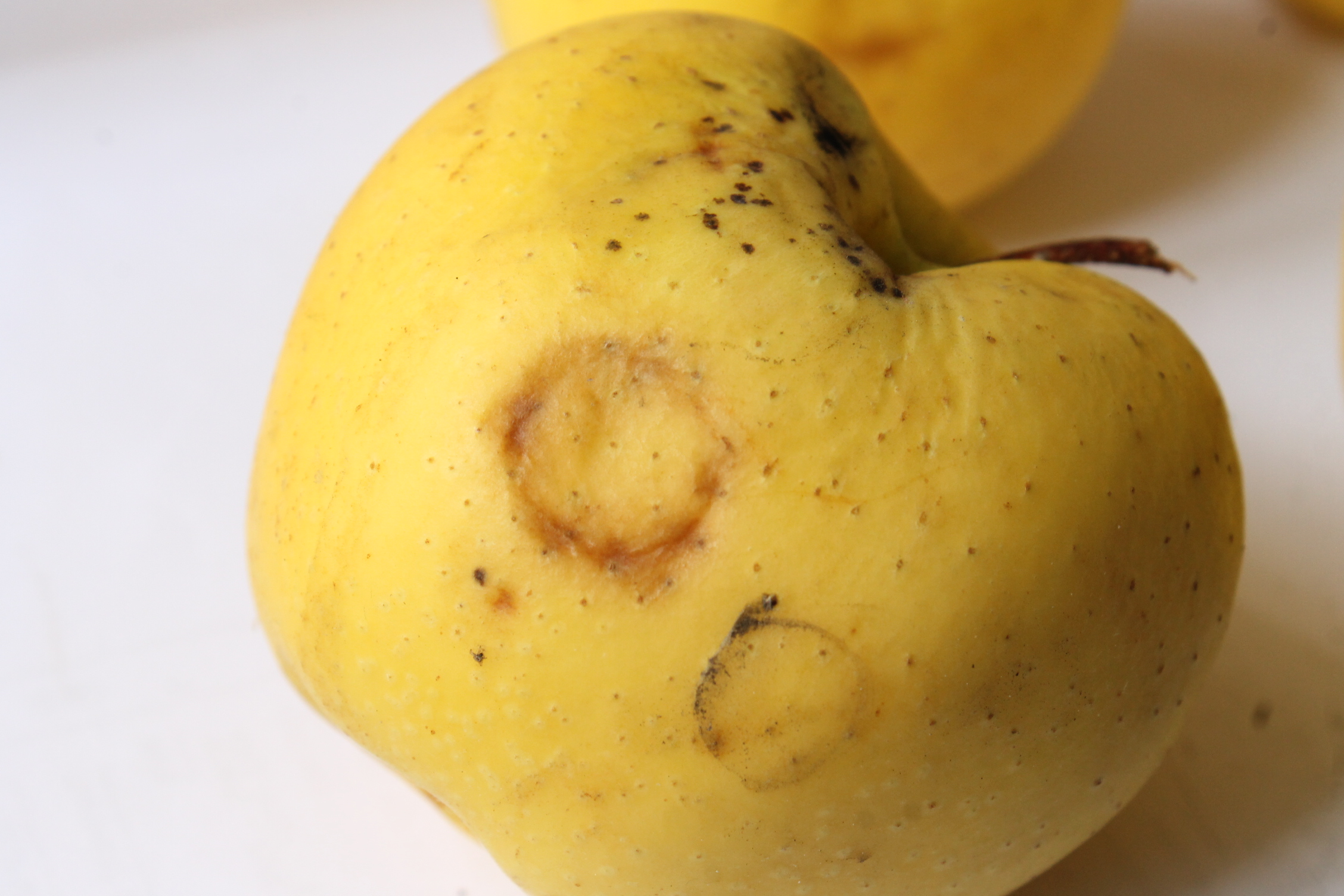
Symptomy viru na odrůdě 'Golden Delicious'.

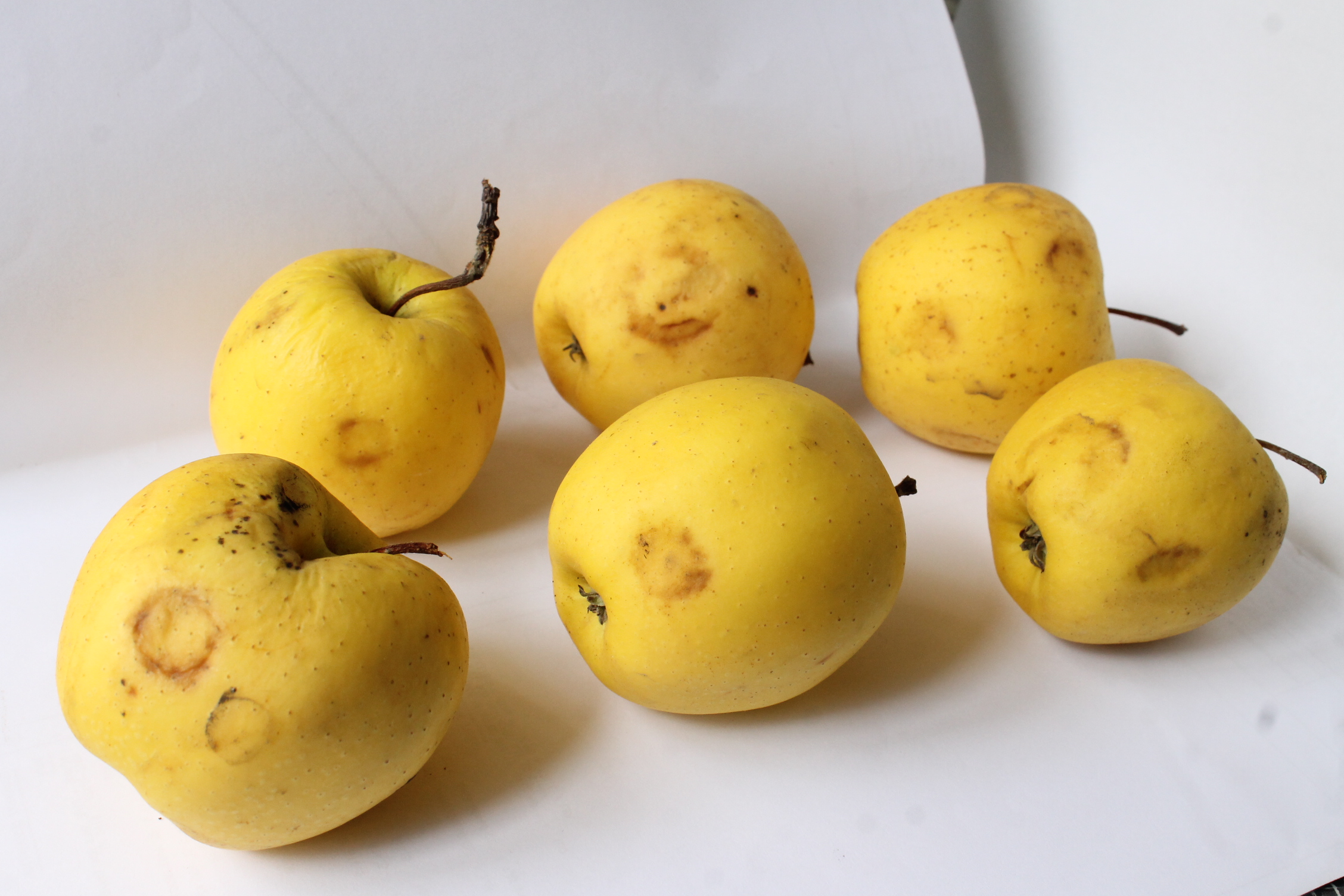

Chlorotická skvrnitost jabloně (ACLSV – Apple chlorotic leafspot virus) je virová choroba přenášená při vegetativním množení ovocných dřevin, především ve školkách. Virus napadá široký okruh hostitelů a projevy je podobný symptomům viru šarky. Příznaky se projevují především na citlivých rostlinách jabloně odrůdy 'Golden Delicious'. Patogen je virus čeledi Betaflexiviridae z rodu Trichovirus. Původce popsal Cadman (1963), Cropley (1963, 1964) a Lister (1965). Některé izoláty z broskvoní a jabloní obsahují alespoň dvě nebo tři varianty viru, které se výrazně liší od sebe navzájem v nukleotidové sekvenci (Candresse et al, 1995,. Yoshikawa, nepublikované výsledky).

## EPPO kód
Původce, patogen pojmenovaný Apple chlorotic leaf spot virus je v systému značení EPPO (EPPO kód) označen jako ACLSV0.

## Synonyma patogena
Podle databáze EPPO:
- ACLSV
- Apple chlorotic leaf spot closterovirus
- Apple chlorotic leaf spot trichovirus
- Apple chlorotic leafspot virus plum bark split strain
- Apple latent virus 1
- Pear ring mosaic virus
- Pear ring pattern mosaic virus
- Quince stunt virus

## Rozšíření
Pravděpodobně rozšířen po celém světě (všude tam, kde se pěstují jablka). Rozšířen ve východní Asii, Evropě, Severní Americe, oblasti Tichomoří, Austrálii, Číně a na Novém Zélandu.

## Šíření
Choroba se šíří při vegetativním množení ovocných dřevin, nejčastěji roubováním a očkováním, tedy především ve školkách.

## Hostitelé
Jabloň, hrušeň, kdouloň, jeřáb, slivoň, meruňka, broskvoň, třešeň, višeň ale i další dřeviny. Je rozšířena především u komerčně pěstovaných odrůd ovoce.

## Příznaky
Choroba často probíhá latentně, bez příznaků. Charakteristické a relativně časté jsou hnědé prstencovité skvrny (kroužkovitost jablek) připomínající otlaky při sklizni a transportu, vznikající kombinaci s virem mělké vrásčitosti jabloně nebo rzivost slupky plodů na plodech citlivých odrůd (Golden Delicious). Na listech okrasných jabloní (např. Malus niedzwetzkyana) se choroba projevuje jako světlezelené skvrny, kresby a mírné deformace listů. U broskvoní vytváří skvrny (puchýřnaté vklesliny) podobné šarce.
Napadení indikují sérologické testy (ELISA).

### Bioindikátory
- jabloň lesní Malus sylvestris cv. R12740-7A chlorotické skvrny, obvykle asymetricky umístěné na mladých listech, asymetrické kresby a deformace listů, zakrnění růstu listů a jejich stáčení.
- Malus x platycarpa – nepravidelné difuzní chlorotické kruhovité skvrny a kresby na listech, zkroucené a předčasně opadávající listy.
- Malus hupehensis – červené, nekrotické skvrny a nekrózy na mladých listech, nekrotické kruhovité skvrny. Je ale obtížné odlišit infekci ACLSV od infekce ASPV.
- Malus prunifolia var. Ringo (MO-84a) – chlorotické skvrny, nebo skvrny a deformace mladých listů
- merlík Chenopodium quinoa – chlorotické a nekrotické skvrny na inokulovaných listech 3–4 dny po naočkování, mramorování, prstence a čárové vzory na listech
- merlík Chenopodium amaranticolor – malé chlorotické skvrny na inokulovaných listech a chlorotické skvrny, zvýrazněné žilkování a mramorování u mladých listů.[1]
- fazole Phaseolus vulgaris kultivary 'Pinto', 'Bountiful', 'Kinghorn' – červenohnědé nekrotické skvrny nebo kroužky (1–3 mm).[3]

## Možnost záměny
Některé jiné viry na peckovinách způsobují podobné příznaky: virus nekrotické kroužkovitosti třešně (PNRSV) nebo například virus šarky (PPV). Chlorotické kresby na listech třešní podobné příznakům PPV způsobuje virus zakrslosti slivoně.

## Ochrana rostlin
Prevencí je zajištění produkce zdravého výsadbového materiálu. Choroba není léčitelná.